# 부산 양정동 배롱나무
부산 양정동 배롱나무(釜山 楊亭洞 배롱나무, 영어: Crape Myrtle of Yangjeong-dong, Busan)는 부산광역시 부산진구 양정동에 있는 낙엽교목으로 1965년 4월 7일 대한민국의 천연기념물 제168호로 지정되었다.

## 현지 안내문
배롱나무는 부처꽃과에 속하는 나무로 중국이 원산지이다. 꽃은 7∼9월에 붉은색 또는 흰색으로 피며, 열매는 10월에 익는다. 꽃이 피어있는 기간이 길어서 백일홍이라고도 하나 국화과의 백일홍과 구별하기 위해 목백일홍이라고도 한다. 우리 선조들은 이 나무를 부귀영화를 주는 나무라고 믿기도 했다. 부산진의 배롱나무는 부산진구 양정 전철역에서 1.5㎞ 떨어진 화지공원에서 2그루가 자라고 있다. 나무의 나이는 800년 정도로 추정(지정일 기준)하고 있으며 가장 큰 나무의 높이는 8.3m이다.
이 나무는 약 800년 전 고려 중기 안일호장(安逸戶長)을 지낸 동래 정씨 시조의 묘소 양 옆에 1그루씩 심은 것이 오래되어 원줄기는 죽고, 주변의 가지들이 별개의 나무처럼 살아남아 오늘에 이르렀다고 전해진다. 부산진구의 배롱나무는 동래 정씨 시조의 묘 옆에 심어 조상을 기리고 자손들의 부귀영화를 기원하는 뜻을 가진 나무로서 그 문화적 가치가 클 뿐만 아니라, 배롱나무로서는 매우 오래된 나무이므로 생물학적 보존가치도 커서 천연기념물로 지정하여 보호하고 있다.

## 같이 보기
- 배롱나무

## 참고 자료
- 부산 양정동 배롱나무 - 국가유산청 국가유산포털